# Schloss Wengwies

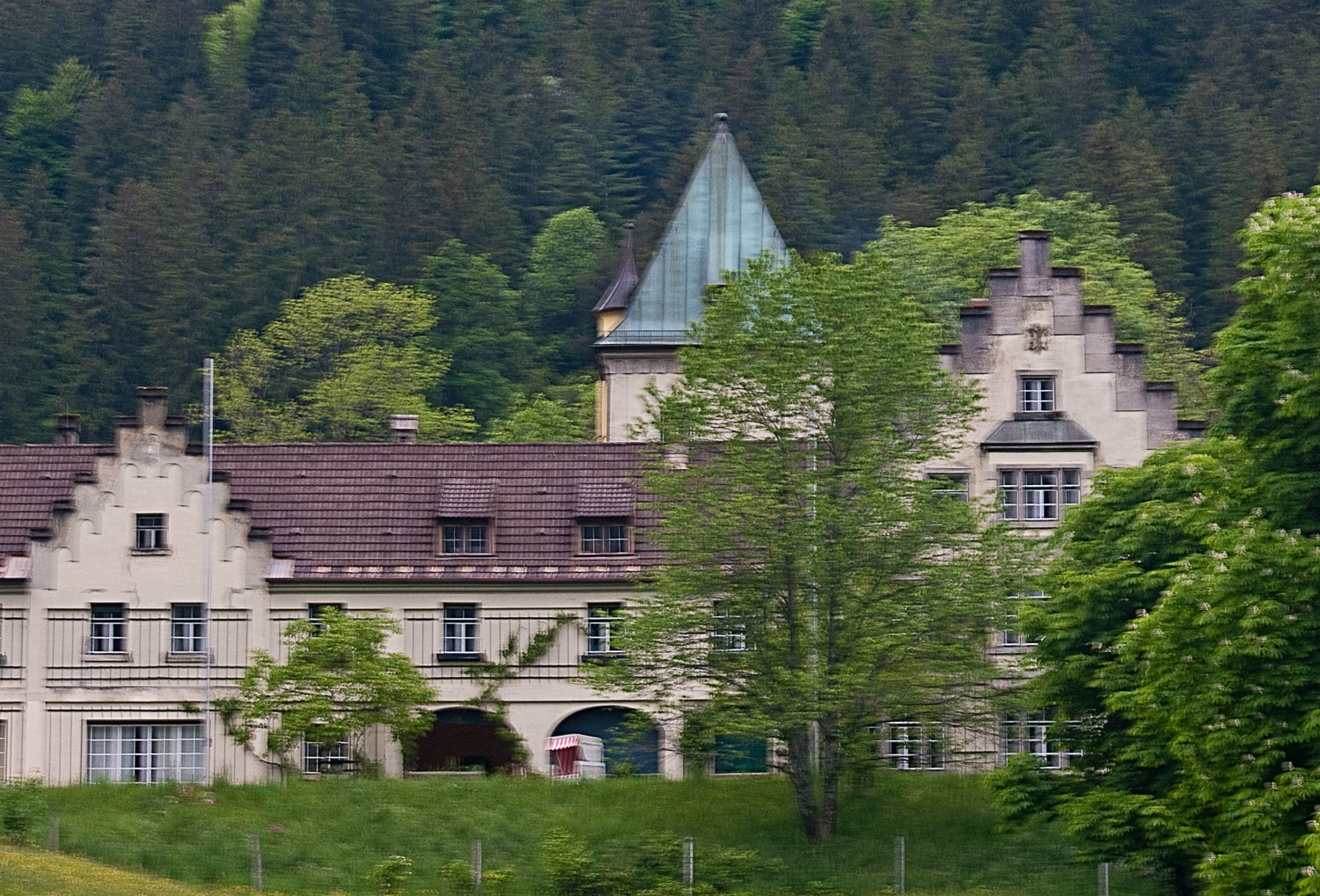
Schloss Wengwies

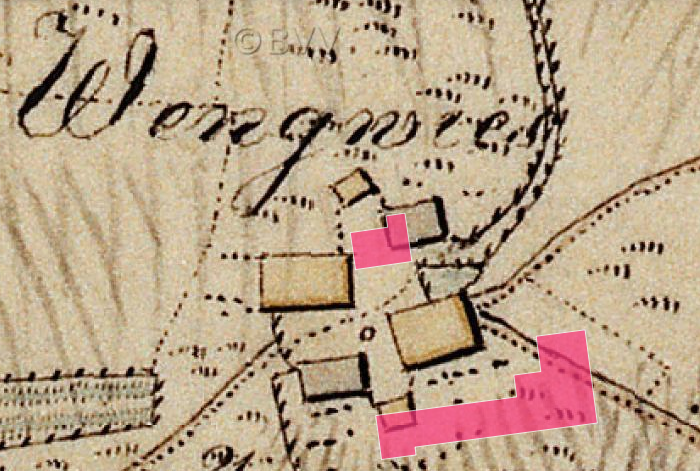
Lageplan von Schloss Wengwies auf dem Urkataster von Bayern

Das Schloss Wengwies ist ein Schloss in Wengwies, einem Ortsteil der Gemeinde Eschenlohe im oberbayerischen Landkreis Garmisch-Partenkirchen. Das Schloss wurde von Albert Jack und Max Wanner 1902 errichtet.

## Geschichte
Wengwies ist bereits im ersten Ettaler Salbuch von 1335 verzeichnet. Der ursprünglich aus zwei Bauernhöfen (2 Achtelhöfe des Klosters: Wastl, Hauser) bestehende Weiler wurde 1879 vom Grafen Hermann von Stainlein-Saalenstein aufgekauft. Später erwarb es der aus einer Augsburger Patrizier-Familie stammende Fritz von Stetten und ließ 1902 vom Architektenbüro Jack & Wanner das Schloss Wengwies im Stil des Historismus erbauen. Wengwies gelangte nach dem Ersten Weltkrieg an den Textilunternehmer Fritz Rechberg aus Bad Hersfeld. Dessen Bruder Arnold Rechberg, Bildhauer und anti-bolschewistischer Publizist, lebte zeitweise in Wengwies. Das Schloss befindet sich bis heute im Besitz der Familie Rechberg.

## Baudenkmal
Das Schloss ist in der Denkmalliste Bayern (Nr. D-1-80-114-17) folgendermaßen beschrieben:

„Stattlicher putzgegliederter Gruppenbau in historisierenden Formen mit Erkern, Staffelgiebeln und Turm, von Albert Jack und Max Wanner, bezeichnet 1902“